# Karl Weber (chef décorateur)
Pour les articles homonymes, voir Weber.
Karl Weber (né le 20 décembre 1897 à Berlin, mort le 2 février 1965 dans la même ville) est un chef décorateur allemand.

## Biographie
Weber reçoit une formation pratique en tant que peintre de théâtre et scénographe et va dans plusieurs écoles (école d'art, école d'artisanat, académie) dans sa ville natale de Berlin. Il est scénographe au Königliches Schauspielhaus, au Théâtre de Brandebourg-sur-la-Havel et au théâtre d'Allenstein depuis le début des années 1920.
En 1925, Weber passe au cinéma. Après avoir travaillé dans d'autres métiers, il devient architecte en chef peu avant le début de l'ère du cinéma sonore. Fin 1928, il travaille avec son collègue Erich Zander (de) pour fournir la biographie de Lupu Pick des dernières années de Bonaparte en exil, Sainte-Hélène.
Au cours des trois décennies suivantes, Weber est l'un des scénographes les plus présents et toujours indépendants des maisons de productions, mais il est rarement impliqué dans des productions supérieures à la moyenne. Ses créations, souvent mises en œuvre après la guerre en collaboration avec Franz Schroedter (de) ou Max Mellin (de), concernent des films de presque tous les genres communs au cinéma allemand.

## Filmographie
- 1929 : Sainte-Hélène
- 1931 : Ariane
- 1931 : Opernredoute
- 1932 : Abenteuer im Engadin
- 1932 : Der träumende Mund
- 1932 : Mélo
- 1932 : Der Diamant des Zaren
- 1933 : Spione am Werk (de)
- 1935 : Nacht der Verwandlung
- 1935 : Vergiß mein nicht
- 1935 : Les Deux Rois
- 1935 : L'Amour musicien
- 1936 : Martha
- 1936 : Trois cœurs de jeunes filles (de)
- 1936 : Intermezzo (de)
- 1936 : Familienparade
- 1936 : L'Étudiant pauvre
- 1936 : Blonder Mann übern Weg
- 1937 : Sein bester Freund (de)
- 1937 : La folle imposture
- 1938 : Yvette
- 1938 : Ich liebe Dich (de)
- 1938 : Der Tag nach der Scheidung
- 1938 : Un amour en l'air (de)
- 1938 : Rote Orchideen
- 1938 : Zwei Frauen
- 1938 : Verliebtes Abenteuer
- 1939 : Ein hoffnungsloser Fall
- 1939 : Schneider Wibbel
- 1940 : Der Weg zu Isabel
- 1940 : Unser Fräulein Doktor
- 1940 : Nanette
- 1940 : Casanova heiratet (de)
- 1940 : Der liebe Augustin
- 1942 : Viel Lärm um Nixi
- 1943 : Wien 1910
- 1943 : Le Chant de la métropole
- 1944 : Es lebe die Liebe (de)
- 1944 : Es fing so harmlos an
- 1945 : Leuchtende Schatten (de) (inachevé)
- 1950 : Verlobte Leute
- 1951 : Es geschehen noch Wunder (de)
- 1952 : Amours, délices et jazz (de)
- 1953 : Südliche Nächte (de)
- 1953 : Schlagerparade (de)
- 1954 : Rosen aus dem Süden
- 1955 : Die Försterbuben (de)
- 1955 : Jeunes amours (de)
- 1955 : Du darfst nicht länger schweigen (de)
- 1956 : … wie einst Lili Marleen
- 1957 : Junger Mann, der alles kann
- 1957 : Fille interdite
- 1958 : Meine 99 Bräute (de)
- 1958 : Les Souris grises
- 1959 : Du bist wunderbar
- 1960 : Le Héros de mes rêves (de)